# Gan (tributario del Nen)
Il Gan o Gan He (甘河S; in russo Ганьхэ?, Gan'chė) è un  affluente destro del fiume Nen. Scorre nella regione della Mongolia interna, nella Cina nord-orientale.
Ha origine dalle pendici orientali dei monti del Grande Khingan. Il fiume ha una lunghezza di circa 446 km e l'area del bacino si aggira sui 20 000 km². Scorre attraverso la Bandiera autonoma daur di Morin Dawa e la Bandiera autonoma di Oroqen, e sfocia nel fiume Nen vicino alla città di Nenjiang (Contea di Nenjiang).
Il bacino del fiume Gan He è abitato da popolazioni semi-nomadi: i Daur e gli Oroqen.